# Badische Secession
Die Künstlervereinigung Badische Secession wurde 1927 von Alexander Kanoldt und Karl Hofer in Freiburg im Breisgau gegründet. Mitglieder waren u. a. Karl Albiker, Emil Bizer, Rudolf Großmann, Max Eichin, Adolf Riedlin, Adolf Strübe und Rudolf Kreuter, Josef Huggle, Gertud P. Leonhard, Wladimir von Zabotin.

## Wirken
Obwohl sie in ihren Bildern der badischen Kulturlandschaft verbunden waren, setzten sie sich mit ihrer modernen Malerei deutlich von traditionellen Heimatmalern wie z. B. August Gebhard ab. Sie veranstalteten eigene Ausstellungen, beteiligten sich aber als Gruppe auch an anderen Ausstellungen.
1936 wurde die Künstlervereinigung im Zuge der nationalsozialistischen Gleichschaltung aufgelöst. Nach dem Zweiten Weltkrieg wiederbelebt, trat sie 1947 mit ihrer „Siebenten Ausstellung“ und 1951 mit einer „VIII. Ausstellung“ nochmals an die Öffentlichkeit.

## Ausstellungen (Auswahl)
- 1927, 1. Oktober – 10. November: Freiburg i. B. Kunsthalle des Kunstvereins[2]
- 1928, 28. April – 10. Juni: Stuttgart, Neues Ausstellungsgebäude im Schlossgarten[3]
- 1951, 25. Oktober – 23. Dezember: Haus der Kunst, München[4][5]